# 1992年2月逝世人物列表
1992年逝世人物列表：1月 - 2月 - 3月 - 4月 - 5月 - 6月 - 7月 - 8月 - 9月 - 10月 - 11月 - 12月
1992年2月逝世人物列表，是用於匯總1992年2月期間逝世人物的列表。

## 依日期排序

### 1日
- Mohan Choti，57歲，印度演員。
- 莫裡斯·約翰·丁曼（Maurice John Dingman），78歲，美國天主教會主教。
- Jean Hamburger，82歲，法國醫生、外科醫生和散文家。[1]
- Irving Kaufman，81歲，美國法官，胰腺癌。[2]
- 侯賽因·卡梅爾·蒙塔塞爾（Hussein Kamel Montasser），68歲，埃及籃球運動員。
- 弗蘭克·斯皮策，65歲，奧地利裔美國數學家。[3]

### 2日
- 菲力浦·埃倫伯格（Philip Erenberg），82歲，美國體操運動員和奧運會銀牌得主。[4]
- 西奧多·加斯特（Theodor Gaster），85歲，英裔美國聖經學者。[5]
- 保罗·休斯顿，66歲，美國籃球運動員。[6]
- 伯特·帕克斯（Bert Parks），77歲，美國電視名人，美國小姐和主持人，肺癌。[7]
- 弗拉基米爾·切赫，77歲，捷克斯洛伐克電影導演和編劇。

### 3日
- 奧托·阿恩特（Otto Arndt），71歲，東德政治家。
- Junior Cook，57歲，美國硬 bop 次中音薩克斯管演奏家。[8]
- 克努特·弗里德尔，83歲，瑞典自由式摔跤手和奧運冠軍。[9]
- Mário Peixoto，83歲，巴西電影導演。
- Jan van Aartsen，82歲，荷蘭政治家和法學家。

### 4日
- 艾倫·大衛斯（Alan Davies），30歲，英國足球運動員，一氧化碳中毒自殺。[10]
- 約翰·德納，76歲，美國演員（太空先鋒、多麗絲·戴秀、來自巴西的男孩），肺氣腫。[11]
- 麗莎·方薩格裡夫斯（Lisa Fonssagrives），80歲，瑞典裔美國時裝模特。[12]
- 維托里奧·格爾梅蒂（Vittorio Gelmetti），65歲，義大利作曲家。[13]
- Gurmit Singh Kullar，84-85歲，印度奧運會曲棍球運動員（1932年）。
- 內德·洛克（Ned Locke），72歲，美國電視名人和電臺播音員，肝癌。
- 詹尼·里佐（Gianni Rizzo），67歲，義大利電影演員。

### 5日
- 塞爾吉奧·門德斯·阿爾塞奧（Sergio Méndez Arceo），84歲，墨西哥羅馬天主教主教和人權活動家。
- Nicomedes Santa Cruz，66歲，秘魯歌手、詞曲作者和音樂學家。
- Paul A. Freund，83歲，美國法學家和法學教授，癌症。[14]
- 約瑟夫·麥克馬努斯（Joseph MacManus），21歲，愛爾蘭共和黨志願者，被槍殺。
- 卡特·馬納斯科，90歲，美國政治家。
- 哈裡·馬托斯，80歲，美國橄欖球運動員。[15]
- 歐內斯特·桑頓（Ernest Thornton），86歲，英國政治家。
- 比尔·惠特利，82歲，美國籃球運動員。[16]

### 6日
- 約翰·格林斯托克，86歲，英國板球運動員。[17]
- 韋德·普雷斯頓，62歲，美國演員（Colt .45、Sugarfoot、美國隊長），結直腸癌。
- Felix Rexhausen，59歲，德國記者、編輯和作家。
- 塞德里克·斯隆（Cedric Sloane），76歲，澳大利亞越野滑雪運動員。[18]

### 7日
- 鲍勃·艾伦，75歲，英國足球運動員。[19]
- Radharaman Mitra，94歲，印度革命孟加拉作家。
- Shinsuke Ogawa，56歲，日本紀錄片導演，肝功能衰竭。[20]
- 貢納爾·蘭德斯，77歲，挪威物理學家。
- 巴茲·索耶，32歲，美國職業摔跤手，吸毒過量。[21]

### 8日
- 法比安·加夫克，78歲，美國棒球運動員。[22]
- 巴魯克·盧梅特（Baruch Lumet），93歲，波蘭裔美國演員。[23]
- 羅蘭·羅賓遜（Roland Robinson），79歲，澳大利亞詩人和作家。[24]
- 巴佐琳·埃斯特爾·亞瑟（Bazoline Estelle Usher），106歲，美國教育家。
- 汤姆·威廉斯，51歲，美國冰球運動員，心臟病發作。[25]
- 丹尼·賴特，67歲，英國爵士吉他手，膀胱癌。[26]

### 9日
- 萊昂·克洛爾（Leon Clore），73歲，英國電影製片人。[27]
- 威利·費根，74歲，蘇格蘭足球運動員。
- Andor Földes，78歲，匈牙利鋼琴家，墜落。[28]
- 傑克·金尼（Jack Kinney），82歲，美國動畫師和電影導演（木偶奇遇记、小飞象、伊老師與小蟾蜍大歷險）。[29]
- Boonsong Lekagul，84歲，泰國醫生、生物學家和環保主義者。

### 10日
- 弗拉基米爾·布羅維科夫（Vladimir Brovikov），60歲，蘇聯和俄羅斯政治家。
- 拜倫·金特裡，78歲，美式橄欖球運動員（匹茲堡海盜隊）。[30]
- 亞歷克斯·黑利（Alex Haley），70歲，美國作家（根源：一個美國家庭的傳奇），心臟病發作。[31]
- Fred Hynes，83歲，美國音響工程師（西城故事、音乐之声、奧克拉荷馬州），五次奧斯卡獎得主。
- 岡田嘉子，89歲，日本舞臺和電影女演員。
- Jim Pepper，50歲，美國音樂家，淋巴瘤。[32]
- Doyt Perry，82歲，美式橄欖球運動員和教練。
- 米德·羅伯茨，61歲，美國編劇，心臟病發作。[33]

### 11日
- 派翠克·克雷汗，71歲，愛爾蘭籃球運動員。[34]
- 雷·丹頓，60歲，美國演員（鑽石腿的興衰、喬治·拉夫特的故事、碧血長天），腎功能衰竭。[35]
- 約翰尼·加勒特（Johnny Garrett），28歲，美國被定罪的殺人犯，注射死刑。
- Adolph Giesl-Gieslingen，88歲，奧地利火車設計師和工程師。
- 羅伯特·羅素（Robert W. Russell），80歲，美國劇作家，電影和紀錄片作家。[36]
- 卡洛斯·雷因·塞古拉（Carlos Rein Segura），94歲，西班牙政治家。[37]

### 12日
- 桑迪·道格拉斯（Sandy Douglass），87歲，美國帆船賽車手和設計師。
- Yehuda D. Nevo，60歲，居住在以色列的中東考古學家。[38]
- 斯特拉·羅曼，87歲，羅馬尼亞歌劇女高音。[39]
- Bep van Klaveren，84歲，荷蘭拳擊手和奧運會羽量級冠軍。[40]

### 13日
- 尼古拉·尼古拉耶维奇·博戈柳博夫，82歲，俄羅斯理論物理學家。[41]
- Don Ettinger，69歲，美國橄欖球運動員。[42]
- 久拉·科瓦奇，62歲，匈牙利鼓手[43]
- Antun Motika，89歲，克羅埃西亞藝術家。
- 厄爾·拉普，70歲，美國棒球運動員和球探。[44]
- 多蘿西·特裡，85歲，美國女演員，心力衰竭。
- 鮑勃·登·烏爾（Bob den Uyl），61歲，荷蘭作家。
- 沃伦·韦斯特隆德，65歲，美國奧林匹克賽艇運動員（1948 年）。[45]

### 14日
- Luigi Ghirri，49歲，義大利藝術家和攝影師，心臟病發作。[46]
- 霍爾格·詹斯滕，81歲，瑞典足球運動員。
- Roepie Kruize，67歲，荷蘭曲棍球運動員和奧運選手。[47]
- 亞歷克斯·洛維，78歲，美國動畫師（摩登原始人、杰森一家、希斯克利夫）。
- Angelique Pettyjohn，48歲，美國女演員，宮頸癌。
- 海倫·維拉，45歲，菲律賓女演員、廣播電視名人，結直腸癌。
- 吉恩·文茨克，83歲，美國中長跑運動員和奧運選手。[48]

### 15日
- 赫尔曼·阿克森（Hermann Axen），75歲，德國政治活動家。[49]
- 瑪麗亞·埃琳娜·莫亞諾（María Elena Moyano），33歲，秘魯活動家，被謀殺。[50]
- 沼正作，63歲，日本神經科學家。[51]
- Gerhard Riege，61歲，德國政治家，上吊自殺。
- 威廉·舒曼，81歲，美國作曲家，髖關節手術併發症。[52]
- 埃德娜·加德納·懷特（Edna Gardner Whyte），89歲，美國飛行員。

### 16日
- 阿巴斯·穆萨维（Abbas al-Musawi），39歲，黎巴嫩激進分子，真主黨聯合創始人，導彈襲擊。[53]
- 安潔拉·卡特，51歲，英國小說家，肺癌。[54]
- 沃爾特·法蘭茨，80歲，德國理論物理學家。
- 阿爾貝托·戈麥斯，76歲，葡萄牙足球運動員。
- 喬治·麥克白，60歲，蘇格蘭詩人。[55]
- 奧列克桑德·奧洛布林（Oleksander Ohloblyn），92歲，烏克蘭歷史學家。[56]
- Jânio Quadros，75歲，巴西政治家，總統（1961 年）。[57]
- 查理斯·卡內基，第11代索斯克伯爵，98歲，英國貴族。[58]
- Opal Irene Whiteley，94歲，美國自然作家和日記作者。
- 赫爾曼·威爾德（Herman Wold)，83歲，挪威-瑞典裔數學家。[59]

### 17日
- 約翰·菲爾德豪斯，菲爾德豪斯男爵，63歲，英國皇家海軍軍官，手術併發症。[60]
- 阿爾弗雷德·胡克（Alfred Hooke），86歲，加拿大政治家和作家。
- Delio Morollón，54歲，西班牙足球運動員。[61]
- Forrest L. Vosler，68歲，美國空軍無線電操作員，榮譽勳章獲得者。

### 18日
- 西爾萬·阿倫德，89歲，比利時天文學家。
- 羅曼·菲利波夫，56歲，蘇聯演員，血栓栓塞。
- 羅伯特·吉廷斯（Robert Gittings），81歲，英國作家、傳記作家、劇作家和詩人。[62]
- 伊迪絲·哈姆林，90歲，美國畫家和壁畫家。[63]
- 王化云，84歲，中國政治家。
- 詹姆斯·波爾克（James H. Polk），80歲，美國陸軍四星上將。[64]

### 19日
- Narayan Shridhar Bendre，81歲，印度藝術家。
- 邁克·布奇亞內里，75歲，美國橄欖球運動員。[65]
- 約瑟夫·萊曼·費舍爾，78歲，美國政治家，美國眾議院議員（1975—1981年），骨癌。[66]
- 鹿子木健日子，77歲，日本奧林匹克籃球運動員（1936 年）。[67]
- Felix Makasiar，76歲，菲律賓律師兼首席大法官。
- 巴迪·奧格雷迪，72歲，美國籃球運動員和教練。[68]
- 弗拉基米爾·索洛莫諾維奇·波茲納（Vladimir Solomonovich Pozner），87歲，俄裔法裔作家和翻譯家。
- Tojo Yamamoto，65歲，美國職業摔跤手，自殺。

### 20日
- 穆罕默德·阿薩德（Muhammad Asad），91歲，奧地利記者、作家、政治理論家和外交官。
- 老尤金·布萊克（Eugene R. Black），93歲，美國銀行家。[69]
- AJ Casson，93歲，加拿大藝術家。[70]
- Roberto D'Aubuisson，48歲，薩爾瓦多激進分子，食道癌。
- 皮埃爾·德沃（Pierre Dervaux），75歲，法國歌劇指揮家、作曲家和教育家。[71]
- 瓊·迪克森，61歲，美國女演員。
- 約翰·克諾布爾，71歲，美屬薩摩亞編劇、劇作家和波利尼西亞歷史學家。
- 迪克·約克，63歲，美國演員（《迷惑》、《繼承風》、《走我的路》），肺氣腫。[72]

### 21日
- 威廉·阿羅史密斯，67歲，美國古典學家、學者和翻譯家。[73]
- 查理斯·卡彭特（Charles L. Carpenter），89歲，美國海軍上將和系譜學家。
- 凱特·特·霍斯特（Kate ter Horst），85歲，荷蘭家庭主婦，在阿納姆戰役、交通事故中被稱為阿納姆天使。
- 伊娃·傑西（Eva Jessye），97歲，美國指揮家。[74]
- 簡·皮肯斯·蘭利（Jane Pickens Langley），84歲，美國歌手，心力衰竭。[75]
- 亨利·普雷奥（Henri Préaux），80歲，法國賽艇舵手和奧運會銀牌得主。[76]
- 田中春男，79歲，日本演員。

### 22日
- Sudirman Arshad，37歲，馬來西亞創作歌手，肺炎。
- 尼古拉斯·博查泰，27歲，瑞士奧林匹克速度滑雪運動員（1992 年），滑雪相撞。
- 奧斯卡·布羅納爾（Oscar Broneer），97歲，瑞典裔美國考古學家。[77]
- 吉伯特·蔡斯（Gilbert Chase），85歲，美國音樂歷史學家、評論家和作家，肺炎。[78]
- 三木淳，72歲，日本攝影師和新聞攝影先驅。
- Aarno Ruusuvuori，67歲，芬蘭建築師。
- 马科斯·瓦菲阿迪斯（Markos Vafiadis），86歲，希臘政治家和抵抗運動戰士。[79]
- 大衛·威爾遜，84歲，英國足球運動員。
- 保罗·温特，86歲，法國鐵餅運動員和奧運會獎牌得主。[80]
- 庫爾特·威爾斯，72歲，芬蘭奧林匹克皮划艇運動員（1948 年、1952 年）。[81]
- Tadeusz Łomnicki，64歲，波蘭演員。[82]

### 23日
- 約瑟夫·阿蒙，74歲，美國黑幫老大（甘比諾犯罪家族）。
- 德懷特·博林格（Dwight Bolinger），84歲，美國語言學家和學者。[83]
- 瓦倫蒂諾·邦皮亞尼（Valentino Bompiani），93歲，義大利出版商、作家和劇作家，心力衰竭。[84]
- 阿夫拉罕·哈曼（Avraham Harman），77歲，以色列外交官和學術管理人員。[85]
- 莫裡斯·雷斯（Maurice Raes），85歲，比利時賽車手。
- Einar Schanke，64歲，挪威作曲家、鋼琴家和戲劇製作人。

### 24日
- 柳博·本契奇，87歲，南斯拉夫足球運動員。
- 克拉裡·喬丹，69歲，英格蘭足球運動員。[86]
- 奧古斯特·萊什尼克，77歲，克羅埃西亞足球運動員。
- 多琳·蒙哥馬利，78歲，英國編劇。[87]

### 25日
- Zlatko Celent，39歲，南斯拉夫奧林匹克賽艇運動員（1980 年），交通事故。[88]
- 蓋伊·德吉（Guy Deghy），79歲，匈牙利裔英國演員。[89]
- 安德魯斯·恩格爾曼，90歲，俄裔德國演員。[90]
- Harry D. Felt，89歲，美國海軍飛行員。[91]
- F. Russell Miller，78歲，紐西蘭政治家。
- 卡尔·蒙森，70歲，挪威賽艇運動員。[92]
- 奧利·奧圖爾（Ollie O'Toole），79歲，美國演員。
- 維克多·列茲尼科夫（Viktor Reznikov），39歲，蘇聯創作歌手，交通事故。
- 伯納德·邁克爾·香利（Bernard Michael Shanley），88歲，美國律師和政治家。[93]

### 26日
- 拉裡·班克斯，60歲，美國 R&B 和靈魂歌手、詞曲作者和唱片製作人。
- 瑪格麗特·羅斯·巴內特（Marguerite Ross Barnett），49歲，美國學者，癌症。[94]
- Gerrit Schulte，76歲，荷蘭賽車手。[95]
- 斯圖爾特·納什·斯科特（Stuart Nash Scott），85歲，美國律師和外交官，中風。[96]
- Honey Sri-Isan，20歲，泰國歌手，交通事故。
- Jean R. Yawkey，83歲，美國體育主管（波士頓紅襪隊）和慈善家。[97]
- 在霍賈利大屠殺中喪生的軍事人員：
  - 阿利夫·哈吉耶夫，38歲，亞塞拜然軍官和戰爭英雄。
  - 托菲格·海珊夫，37歲，亞塞拜然指揮官和戰爭英雄。
  - Hikmet Nazarli，25歲，亞塞拜然士兵和戰爭英雄。
  - Janpolad Rzayev，24歲，亞塞拜然士兵和戰爭英雄。
  - 阿拉茲·塞利莫夫，31歲，亞塞拜然士兵和戰爭英雄。

### 27日
- 查克·德拉澤諾維奇，64歲，美國橄欖球運動員。[98]
- 阿爾吉爾達斯·朱利安·格雷馬斯，74歲，立陶宛-法國文學科學家。[99]
- Samuel Ichiye Hayakawa，85歲，加拿大裔美國學者和政治家，美國參議院議員（1977—1983年），阿爾茨海默病。[100]
- 凱薩琳·羅馬拉（Katharine Luomala），84歲，美國人類學家。[101]
- 約翰·羅森斯坦，90歲，英國藝術史學家。[102]
- 安托萬·韋恩克爾（Antoine Wehenkel），82歲，盧森堡政治家和工程師。

### 28日
- 安東尼奧·布拉沃（Antonio Bravo），86歲，西班牙裔墨西哥電影和電視演員。[103]
- Bolesław Orliński，92歲，波蘭飛行員、軍事、運動和試飛員。
- 恩佐·普爾克拉諾（Enzo Pulcrano），48歲，義大利演員和作家。
- Jackie Wiid，62歲，南非游泳運動員和奧運選手。[104]
- 伯特·威爾遜，42歲，加拿大冰球運動員，胃癌。

### 29日
- 亞瓦爾·阿利耶夫（Yavar Aliyev），35歲，亞塞拜然士兵，在戰鬥中陣亡。
- Ada Colangeli，78歲，義大利女演員。
- Don Heinrich，61歲，美式橄欖球運動員、教練和播音員，癌症。[105]
- 沙姆希·卡爾達亞科夫，61歲，哈薩克作曲家（“Menıñ Qazaqstanym”）。
- Ferenc Karinthy，70歲，匈牙利小說家、劇作家和記者。[106]
- La Lupe，55歲，古巴裔美國歌手，心臟病發作。[107]
- 特奧菲洛·比利亞維森西奧·瑪律克斯烏赫（Teófilo Villavicencio Marxuach），79歲，波多黎各電台廣播員。
- 露絲·彼特，94歲，英國詩人。[108]
- 謝爾蓋·森尤斯金（Sergei Senyuskin），34歲，亞塞拜然士兵，在戰鬥中陣亡。
- 埃迪·瓦雷斯，76歲，加拿大冰球運動員。[109]
- Mevhibe İnönü，97歲，土耳其第一夫人，總統 İsmet İnönü 的妻子。